# Kaple svatého Jiří (Heřmanův Městec)
Raně barokní kaple svatého Jiří se od roku 1680 nalézá u železničního přejezdu  na nároží Čáslavské a Tylovy ulice v městě Heřmanův Městec v okrese Chrudim. Kaple představuje cenný doklad šporkovského barokního urbanismu města Heřmanův Městec a je od 24. dubna 2004 chráněna jako nemovitá kulturní památka ČR.

## Historie
Barokní kaple zasvěcená svatému Jiří byla vybudována po velkém moru v roce 1680, v místech odedávna řečeném „Na stínadlech“, kde bývalo popraviště. Kaple byla vystavěna za správy panství hraběnky Eleanor Marie Šporkové na náklady rytíře hejtmana Jiřího Leopolda z Waldenburgu. Původní kaple byla nižší, následně byla přestavěna a zvýšena. Práce byly dokončeny až v druhé polovině roku 1869.

## Popis
Kaple svatého Jiří stojí v ozdobné kovové mříži. Kaple je postavena na čtvercovém půdorysu a navozuje svou vnější fasádou dojem dvoupatrové budovy. Vnější fasáda kaple je totiž členěna výraznou profilovanou římsou uprostřed, přestože kaple je pouze jednopatrová. 
Kaple stojí na terase vybudované z opracovaných pískovcových kvádrů s kamennou parapetní deskou v úrovni terénu. V rozích terasy jsou umístěny dvojice polosloupů s profilovanými patkami a hlavicemi. Polosloupy jsou výraznou profilovanou římsou v polovině výšky budovy rozděleny na dva. 
Na bočních stranách kaple jsou mezi polosloupy vymezeny dvě dvojice nik zakončených nahoře půlkruhem. V horních nikách se nalézá štuková výzdoba. 
Průčelí kaple zdobí v rozích opět dvě dvojice polosloupů. Polosloupy vymezují v čele kaple otvor zakončený půlkruhem sahajícím až pod korunní střešní římsu. Tento otvor je předělen dřevěnou vyřezávanou římsou navazující na střední štukovou římsu průčelí. Vyplňuje jej nahoře okno složené z drobných tabulek, dole jsou pak dvoukřídlé plné dveře. Mezi polosloupy jsou vymezeny dvě dvojice nik zakončených nahoře půlkruhem a ozdobených štukovou plastikou lidské hlavy. 
Zadní průčelí kaple je až do výše korunní římsy nezdobené.
Nad korunní římsou se na předním i zadním průčelí nalézá trojstupňový, bohatě tvarovaný štít, zdobený dole po stranách volutami. Spodní pole štítu člení čtyři polosloupy, prostřední pole zdobí na rozích dva polosloupy a horní stupeň tvoří trojúhelníkovitý fronton. 
Na sedlové střeše, kryté bobrovkami, je umístěn dřevěný oplechovaný sanktusník s lucernou a cibulovitou makovicí završenou křížem.

## Galerie

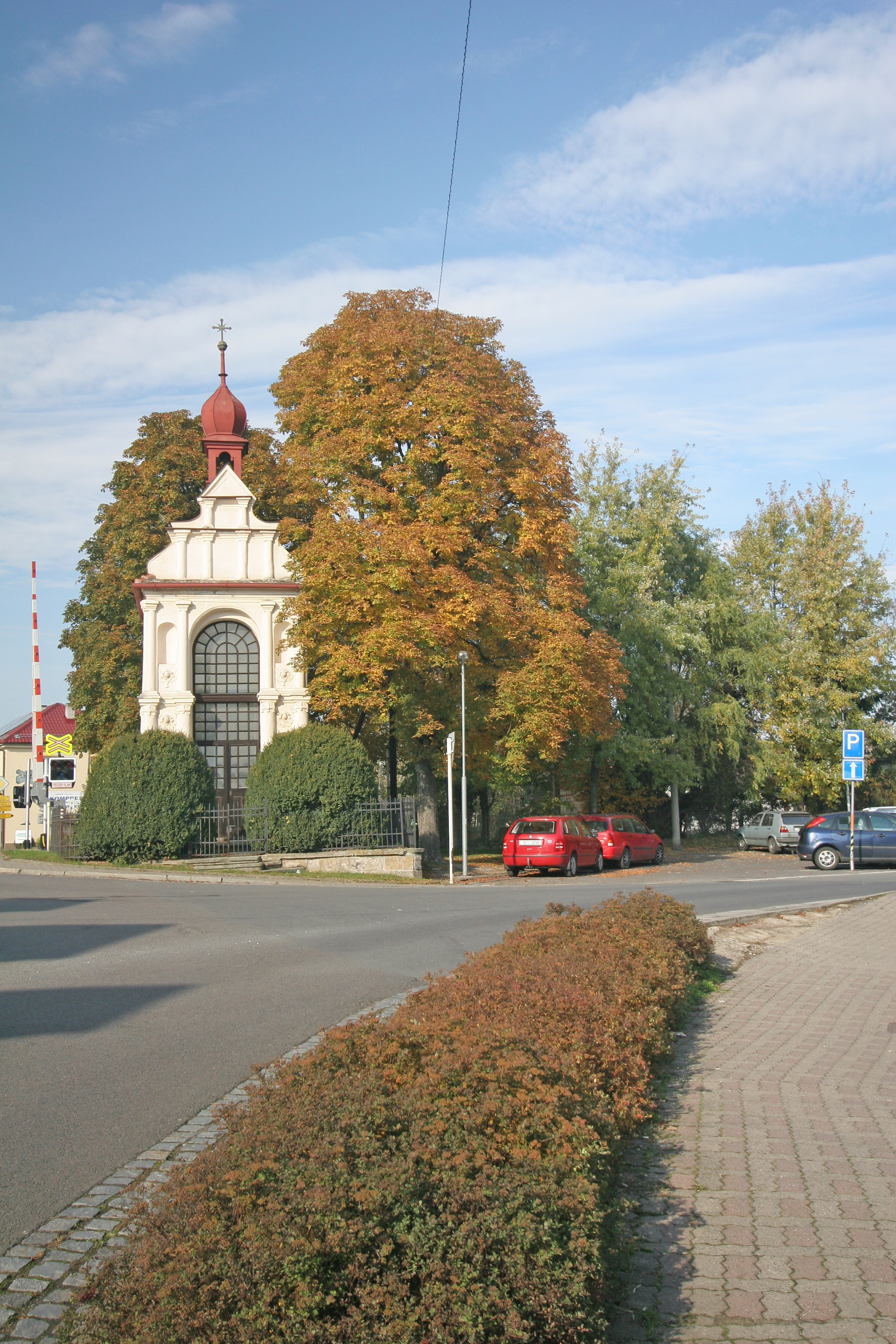
kaple svatého Jiří v Heřmanově Městci
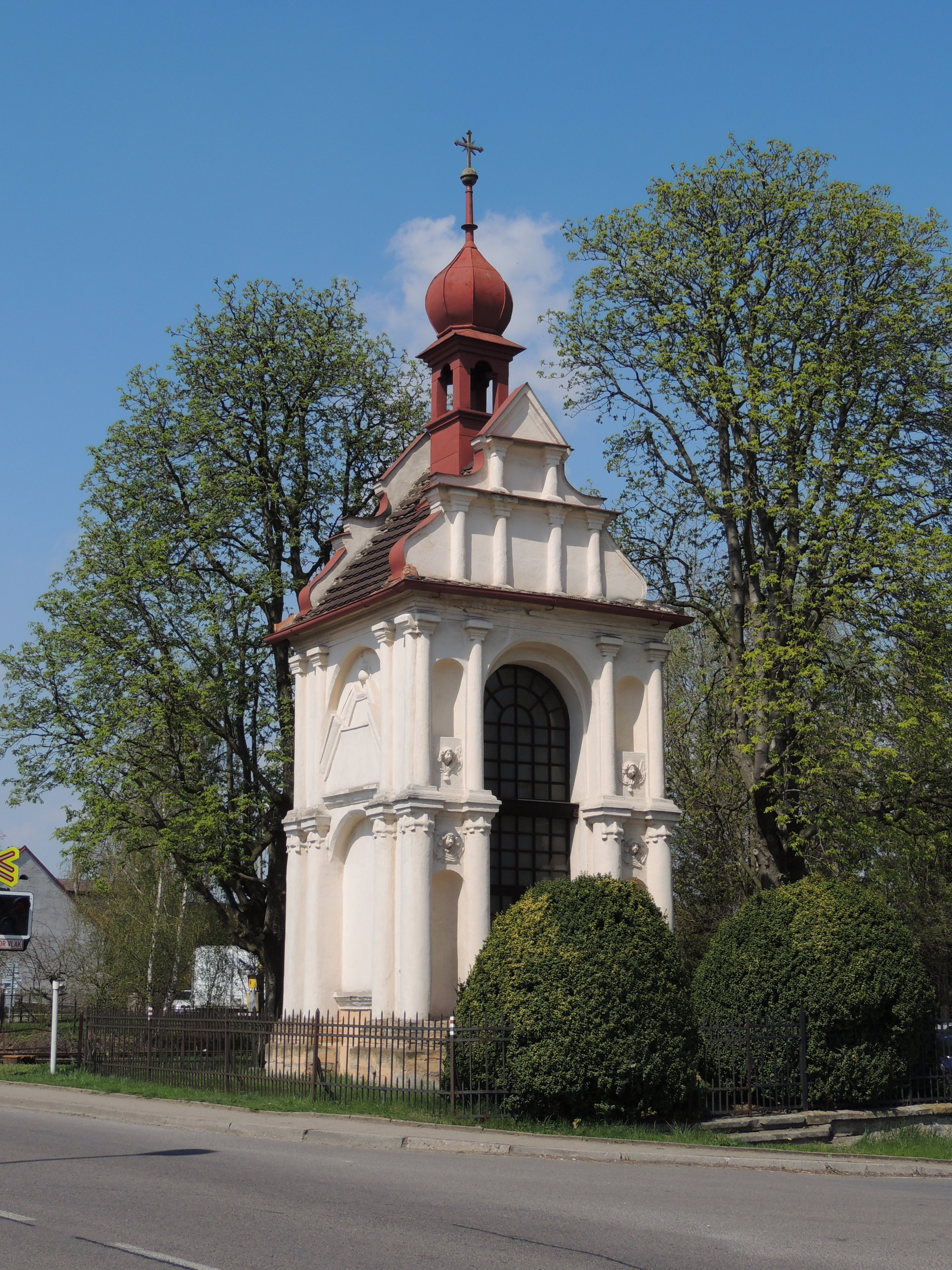
kaple svatého Jiří v Heřmanově Městci